# Jonathan Ward (Politiker)
Jonathan Ward (* 21. September 1768 in Eastchester, Provinz New York; † 28. September 1842 ebenda) war ein US-amerikanischer Politiker. Zwischen 1815 und 1817 vertrat er den Bundesstaat New York im US-Repräsentantenhaus.

## Werdegang
Jonathan Ward wuchs während der britischen Kolonialzeit auf und erhielt eine begrenzte Schulbildung. 1791 war er als Assessor in Eastchester tätig. Zwischen 1802 und 1806 war er Sheriff in Westchester County. Danach saß er 1807 im Senat von New York. Zwei Jahre später war er Mitglied im Council of Appointment. Politisch gehörte er der von Thomas Jefferson gegründeten Demokratisch-Republikanischen Partei an. Bei den Kongresswahlen des Jahres 1814 wurde Ward im dritten Wahlbezirk von New York in das US-Repräsentantenhaus in Washington, D.C. gewählt, wo er am 4. März 1815 die Nachfolge von Peter Denoyelles antrat. Da er auf eine erneute Kandidatur im Jahr 1816 verzichtete, schied er nach dem 3. März 1817 aus dem Kongress aus. Danach nahm er 1821 an der verfassunggebenden Versammlung von New York teil. Zwischen 1828 und 1840 war er Vormundschafts- und Nachlassrichter (surrogate) in Westchester County. Er starb am 28. September 1842 in Eastchester.